# Perognathus longimembris
Perognathus longimembris és una espècie de mamífer rosegador de la família dels heteròmids. Viu a l'oest dels Estats Units i el nord-oest de Mèxic. Es tracta d'un animal nocturn que s'alimenta de matèria vegetal i insectes. L'hàbitat natural de la majoria d'espècies de Perognathus són les planes àrides i els paisatges desèrtics. És una espècie en risc mínim, és a dir, no sembla que hi hagi cap amenaça significativa per a la seva supervivència.